# Rouen

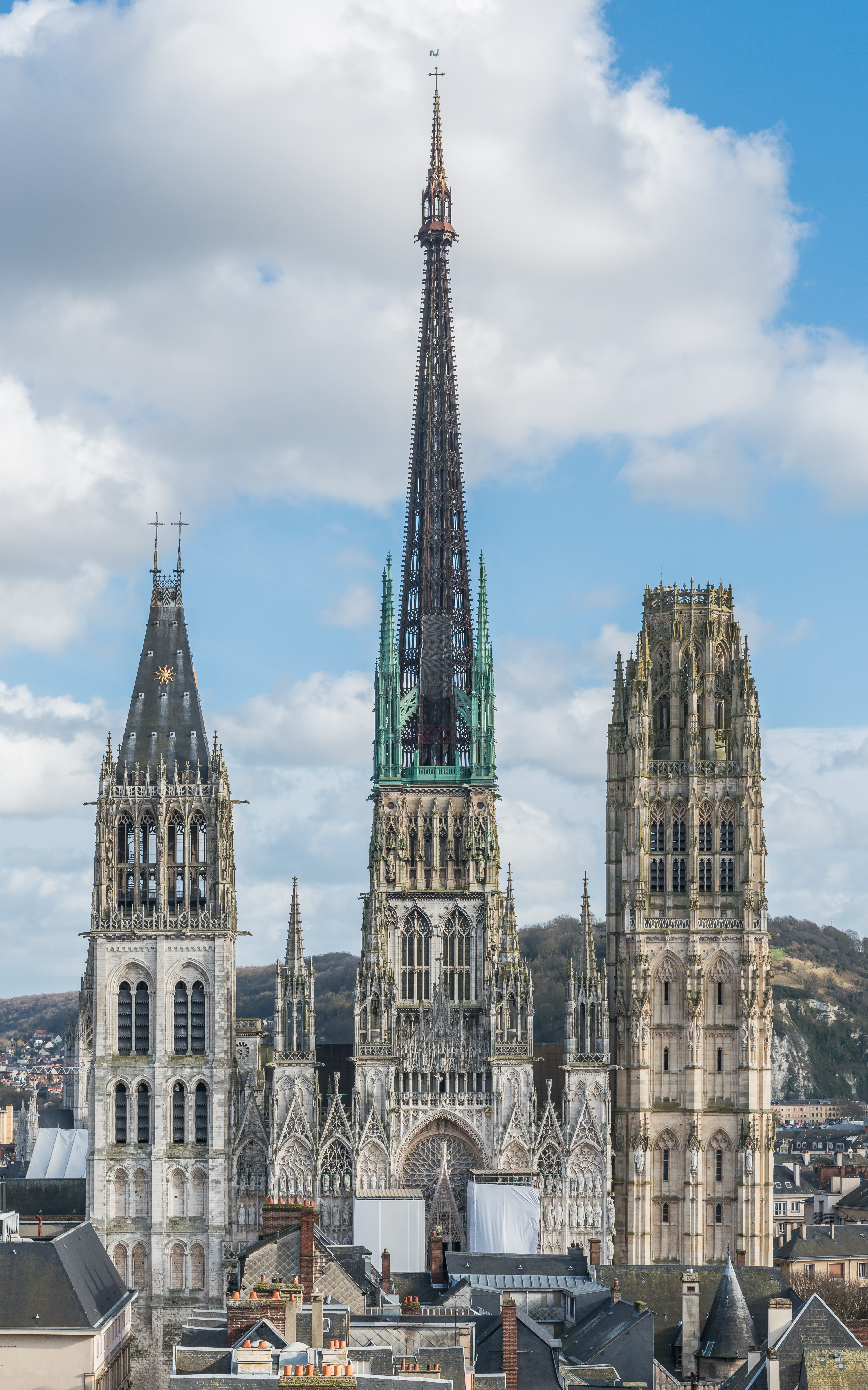
Katedralen i Rouen.

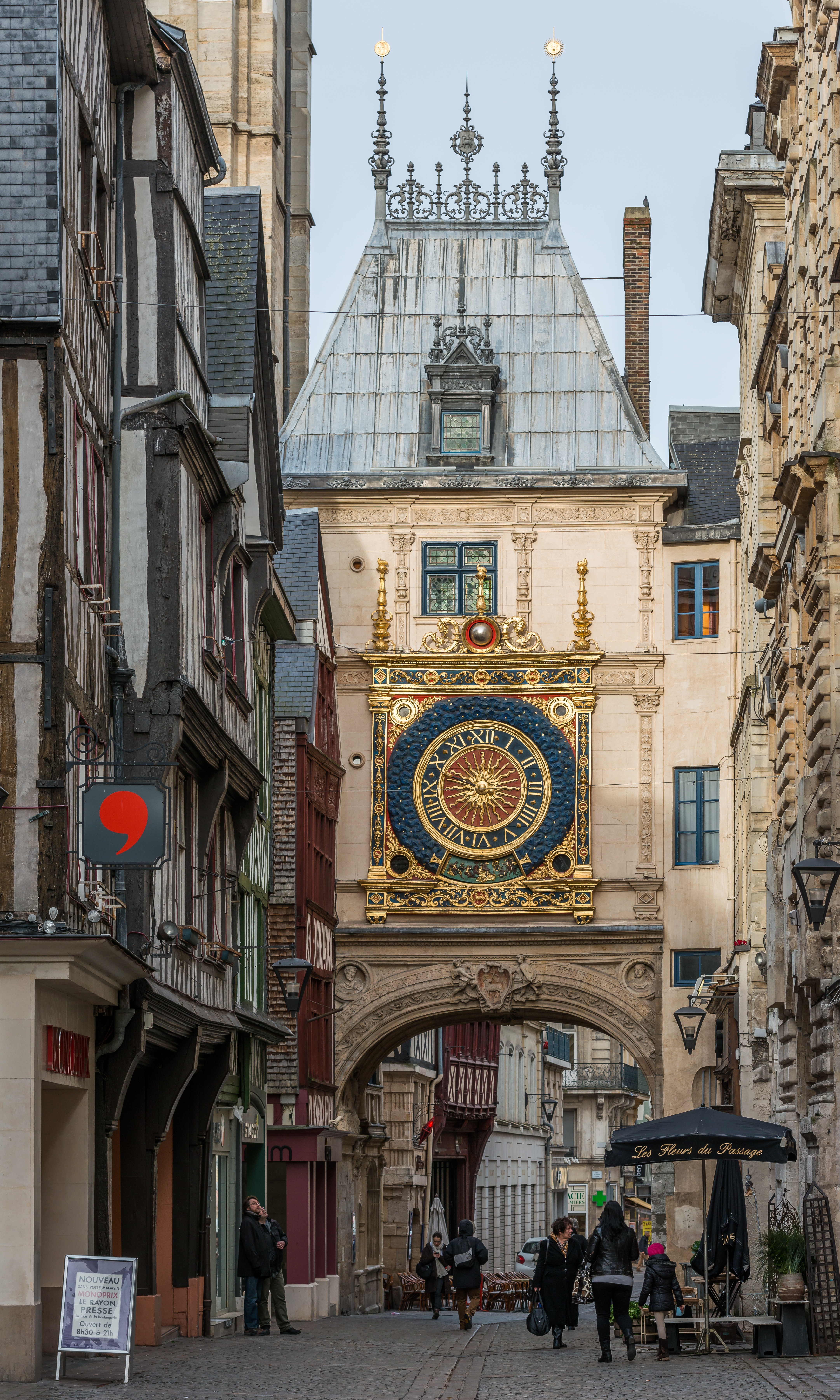
Le Gros Horloge.

Rouen  (uttal (fil)) är en stad, kommun och historisk huvudstad i departementet Seine-Maritime i Normandie i Frankrike.
Staden ligger i nordvästra Frankrike vid floden Seine och är huvudstad i regionen Normandie. Rouen har drygt 100 000 invånare medan Stor-Rouen har drygt 518 000 invånare. Invånarna i staden kallas på franska Rouennais. Stadens största förorter är Sotteville-lès-Rouen, Saint-Étienne-du-Rouvray, Le Grand-Quevilly, Le Petit-Quevilly och Mont-Saint-Aignan.
Rouen är känt för katedralen Notre Dame och för att Jeanne d'Arc 1431 blev bränd på bål i staden. Rouen blev svårt skadat under andra världskriget.

## Museer
- Musée des beaux-arts, Rouens konstmuseum
- Musée maritime fluvial et portuaire, Rouens maritima museum

## Utbildning
- NEOMA Business School

## Befolkningsutveckling
Antalet invånare i kommunen Rouen
| Referens: INSEE |

## Galleri

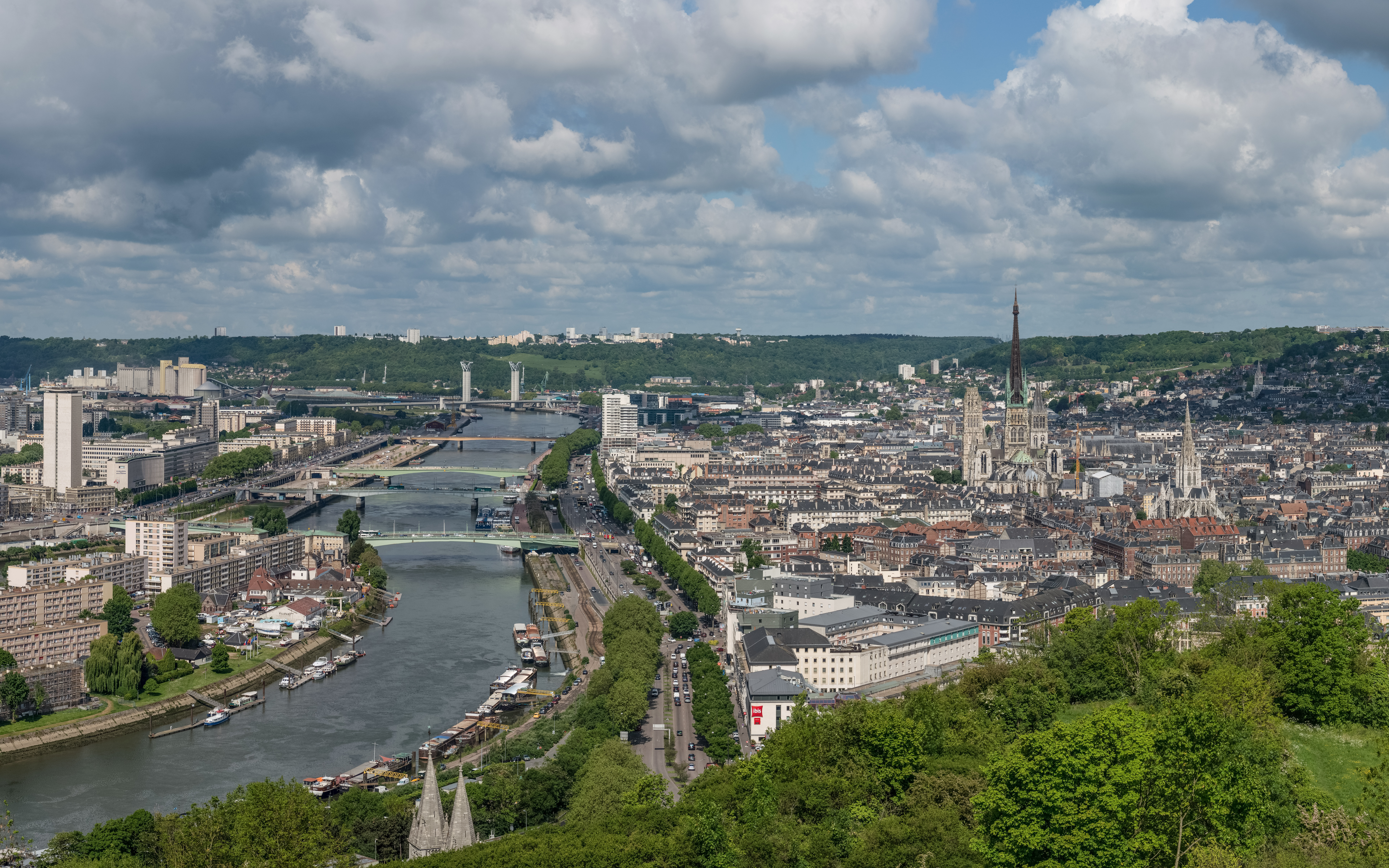
Panorama över staden
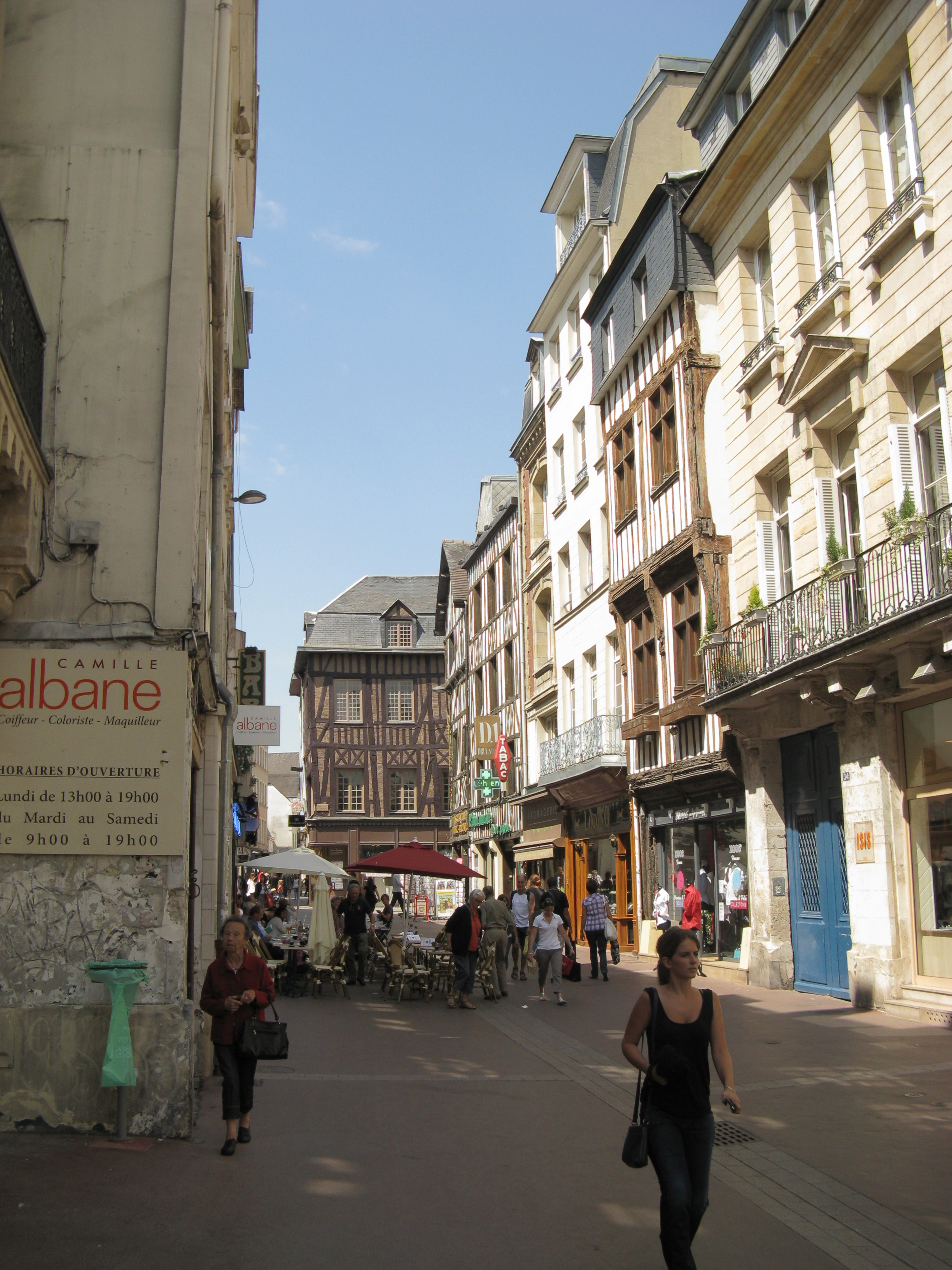
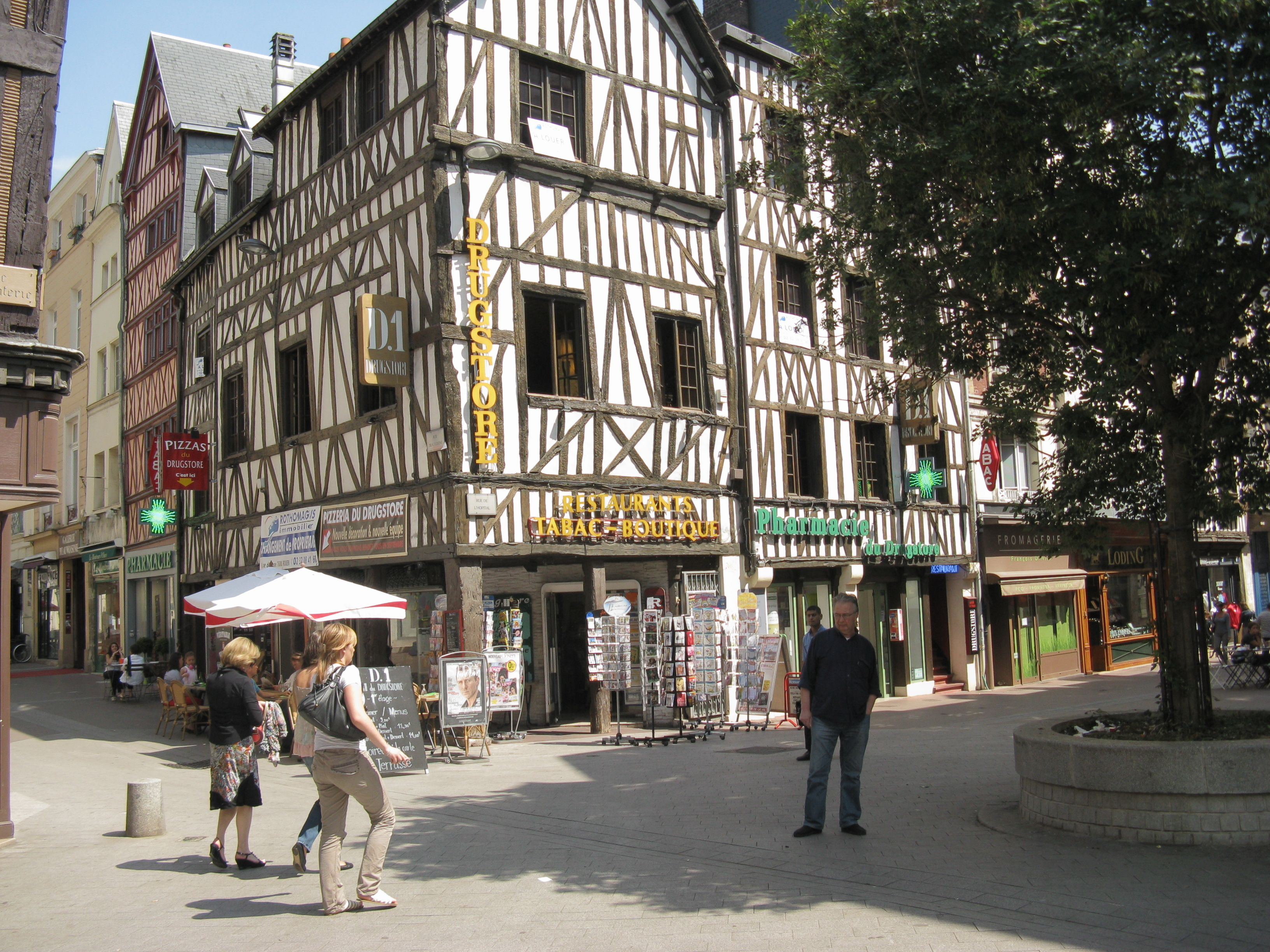
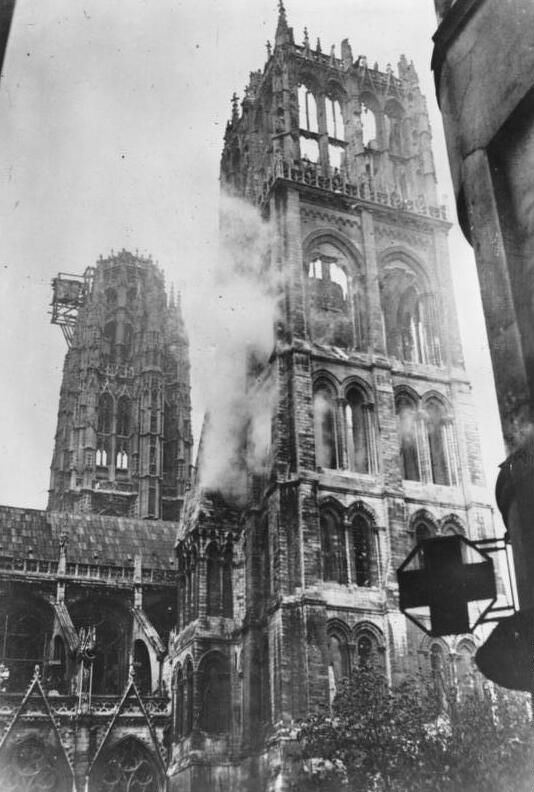
Den bombade katedralen 1944